# Air Botswana
Air Botswana je botswanská národní letecká společnost, která má sídlo na letišti v Gaborone. Provozuje pravidelné charterové, vnitrostátní i mezinárodní lety. Air Botswana je členem IATA.

## Historie
Společnost zahájila svou činnost v roce 1972. Měly nahradit společnost Botswana National Airways, které zanikly v roce 1969. Původní částečná privatizace z roku 2004 byla odložena. Společnost vlastní Vláda Botswany a v roce 2007 měla 134 zaměstnanců.

## Destinace
Společnost létá do následujících měst:
- Vnitrostátní
- Francistown
- Gaborone
- Kasane
- Maun
- Mezinárodní
- Johannesburg - Jihoafrická republika
- Kapské město - Jihoafrická republika
- Lusaka - Zambie
- Harare - Zimbabwe